# Gustav Hollaender
Gustav Hollaender (Głubczyce, 15 febbraio 1855 – Berlino, 4 dicembre 1915) è stato un violinista, direttore d'orchestra e compositore tedesco.

## Biografia
Nacque in Slesia, in quella che all'epoca si chiamava Leobschütz e che, dopo la guerra sarebbe diventata polacca con il nome di Głubczyce.
Mentre era ancora bambino veniva applaudito in pubblico, pertanto fu avviato allo studio della musica al Conservatorio di Lipsia, dove era allievo di Ferdinand David, in seguito si trasferì a Berlino, dove studiò in conservatorio sotto Joseph Joachim e Friedrich Kiel. Nel 1874 entrò nell'orchestra di corte e si dedicò all'insegnamento nel Conservatorio Kullak. Tra il 1878 e il 1881 organizzò una serie di concerti a Berlino con Xaver Scharwenka e Heinrich Grünfeld. Nel 1881 fu nominato professore al Conservatorio di Colonia e direttore dell'Orchestra del Teatro Municipale e nel 1895 acquisì la proprietà del Conservatorio Stern di Berlino, di cui era direttore.
Compose molti pezzi per violino tra cui concerti per violino e orchestra.

## Vita privata
Era figlio di Renette Danziger e del medico Siegmund Hollaender, fratello del pianista, direttore d'orchestra e compositore tedesco Victor Hollaender e dello scrittore Felix Hollaender. Era zio del noto compositore di musica da film Friedrich Hollaender.
Gustav Hollaender ebbe tre figli:
- Melanie Hollaender (n. 1880) divenne insegnante di recitazione, dopo il matrimonio prese il nome Herz-Hollaender ed emigrò nel 1939.
- Kurt Hollaender (n. 1885) divenne un mercante e fondò, dopo l'"arianizzazione" del Conservatorio Stern, la Scuola di Musica Ebraica privata Hollaender, che esistette fino al 1940 a Berlino-Charlottenburg nella Sybelstraße 9. Il 27 ottobre 1941 lui e sua moglie Herta furono espropriati, deportati nel ghetto di Litzmannstadt e lì assassinati.
- Susanne Hollaender (n. 1892) divenne una cantante e dopo il matrimonio prese il nome Landsberg. Lavorò come comproprietaria presso la Scuola di Musica Ebraica privata Hollaender e il 29 gennaio 1943 fu deportata nel campo di concentramento di Auschwitz e poco dopo assassinata.